# Morenia
Genre
Morenia est un genre de tortues de la famille des Geoemydidae.

## Répartition
Les deux espèces de ce genre se rencontrent :
- en Inde dans les États d'Assam, du Bihar, du Uttarakhand, d'Uttar Pradesh et du Bengale-Occidental ;
- au Bangladesh ;
- en Birmanie ;
- au Népal.

Sa présence est incertaine au Yunnan en République populaire de Chine.

## Liste des espèces
Selon TFTSG (20 juin 2011) :
- Morenia ocellata (Duméril & Bibron, 1835)
- Morenia petersi (Anderson, 1879)

## Publication originale
- Gray, 1870 : Supplement to the Catalogue of Shield Reptiles in the Collection of the British Museum. Part 1, Testudinata (Tortoises). London, Taylor and Francis, p. 1-120.